# 串間市立大平小学校
串間市立大平小学校（くしましりつ おおひらしょうがっこう）は、宮崎県串間市大字大平にある公立の小学校。
2023年（令和5年）4月から休校となっている。

## 概要
歴史
学制の頒布された1872年（明治5年）に創立した小学校2校が1892年（明治25年）に統合され、「大河原尋常小学校」となる。大束小学校の分教場を経て、1946年（昭和21年）に独立。現校名となったのは1954年（昭和29年）。2022年（令和4年）に創立150周年を迎えた。
校章
桜の花弁を背景にして、中央に「小」の文字を配している。
校歌
1953年（昭和28年）制定。作詞は長嶺宏、作曲は海老原直による。歌詞は3番まであり、各番の歌詞中に校名の「大平」が登場する。
通学区域
串間市のうち、「大平」地区であった。2023年（令和5年）3月末の休校以降、大平地区の児童は串間市立大束小学校に通学している。中学校区は串間市立串間中学校。

## 沿革
- 1872年（明治5年）5月12日 - 「広野小学校」と「中原小学校」の2校が創立。
- 1886年（明治19年）から1888年（明治21年）までの間 - 小学校令施行により、簡易科（3年制）を設置の上、「簡易広野小学校」・「簡易中原小学校」に改称。
- 1889年（明治22年）5月1日 - 町村制の施行により、南那珂郡4村（奈留・大平・一氏・大矢取）の合併により、「大束村」が発足。
- 1890年（明治23年）- 尋常科（4年制）を設置の上、「尋常広野小学校」・「尋常中原小学校」に改称。
- 1892年（明治25年）- 上記2校を統合の上、「大河原尋常小学校」に改称。
- 1902年（明治35年）- 高丸に校舎を新築。
- 1907年（明治40年）2月 - 統合により、「大束尋常高等小学校 片野分教場」となる。
- 1941年（昭和16年）4月1日 - 国民学校令施行により、「大束村大束国民学校 片野分教場」に改称。尋常科を初等科に改める。
- 1946年（昭和21年）8月31日 - 大束国民学校から分離の上、「大束村片野国民学校」として独立。
- 1947年（昭和22年）4月1日 - 学制改革（六・三制の実施）により、国民学校初等科が、新制小学校「大束村立大平小学校」に改組・改称。
- 1949年（昭和24年）10月14日 - 現在地に移転を完了。校区の改定により、中原・大平・田ノ野地区を編入。運動場が完成。
- 1952年（昭和27年）- 校舎を増改築。
- 1953年（昭和28年）
  - 3月 - 校歌を制定。
  - 4月 - へき地校に指定される。
- 1954年（昭和29年）11月3日 - 南那珂郡1町（福島）4村（大束・本城・都井・市木）合併により、「串間市立大平小学校」（現校名）に改称。
- 1958年（昭和33年）2月 - へき地集会所が完成。
- 1963年（昭和38年）3月 - 学校給食を開始。
- 1965年（昭和40年）5月 - 校旗を制定。
- 1961年（昭和46年）3月 - 校舎を改築。
- 1979年（昭和54年）
  - 2月 - 鉄筋コンクリート造3階建ての新校舎が完成。
  - 7月 - 運動場を拡張。
- 1980年（昭和55年）10月 - 体育館を補修。
- 1982年（昭和57年）10月 - 旧へき地集会室を解体。
- 1986年（昭和61年）7月 - 大平川聖プールが完成。
- 1994年（平成6年）4月 - 完全複式学級となる。
- 1995年（平成7年）4月 - センター方式の給食を開始。
- 2001年（平成13年）8月 - 校舎を改築。
- 2010年（平成22年）8月 - 旧校舎の耐震工事が完了。
- 2023年（令和5年）
  - 3月19日 - 休校式を挙行。
  - 3月31日 - 休校となる。

## 交通
最寄りの幹線道路
- JR九州 日南線 「日向大束駅」

最寄りのバス停留所
- 串間市コミュニティバスよかバス 「大平小前」停留所

最寄りの幹線道路
- 宮崎県道・鹿児島県道3号日南志布志線

## 周辺
- 聖神社

## 参考資料
- 「広報くしまNo.1100 2023年（令和5年）4月1日発行 (PDF) 」- 串間市ウェブサイト